# Salsa Ballers Football Club
O Salsa Ballers Football Club é um clube de futebol anguilano de George Hill.

## Títulos
- AFA Soccerama: 2012[carece de fontes?]

## Jogadores notáveis
- Desroy Findlay
- Leon Jeffers[1]